# Liste der Wappen der Bezirksgemeinschaft Pustertal
Die Liste der Wappen der Bezirksgemeinschaft Pustertal beinhaltet alle in der Wikipedia gelisteten Wappen der Bezirksgemeinschaft Pustertal in Südtirol in Italien. In dieser Liste werden die Wappen mit dem Gemeindelink angezeigt.

## Wappen der Bezirksgemeinschaft Pustertal
Die Wappen der Bezirksgemeinschaft Pustertal:

Abtei
Ahrntal
Bruneck
Corvara
Enneberg
Gais
Gsies
Innichen
Kiens
Mühlwald
Niederdorf
Olang
Percha
Pfalzen
Prags
Prettau
Rasen-Antholz
Sand in Taufers
St. Lorenzen
St. Martin in Thurn
Sexten
Terenten
Toblach
Vintl
Welsberg
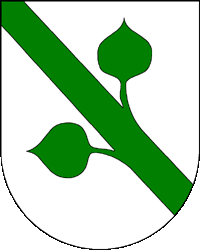
Wengen